# 環境に優しい
環境に優しい（かんきょうにやさしい、英: Environmentally friendly または environment-friendly）とは、生態系や環境に及ぼす悪影響を最小限または全く無害に低減したという宣伝文句の商品やサービス、法律や政策ガイドラインを指して言う、環境に配慮した活動の持続可能性でありマーケティング用語である 。「地球に優しい」という表現も使われる（英語では "earth-friendly"）。自然に優しい (Nature-friendly) やエコ・フレンドリーとも呼ばれ、英単語の「green（グリーン；緑）」も同じ意味合いで使われることがある。企業はこれらの曖昧な用語を使って商品やサービスの販売促進をしているが、たまにエコラベル等のより明確な認証も追加される。それらの過剰な使用については、グリーンウォッシングだと言われる可能性がある。加えて近年では、SDGsへの取り組みを誇大表現する「SDGsウォッシュ」への懸念もある。
国際標準化機構が、認証機関とエコラベル発行機関が従うべき環境ラベルに対する原則と手順および宣言文を確立するため、ISO14020とISO14024を策定している。特にこれらの基準は、金銭的な利益相反の回避、健全な科学的検証と認められた試験手順の使用、および基準の設定における開示性と透明性に関連するものである。

## 地域差

### ヨーロッパ

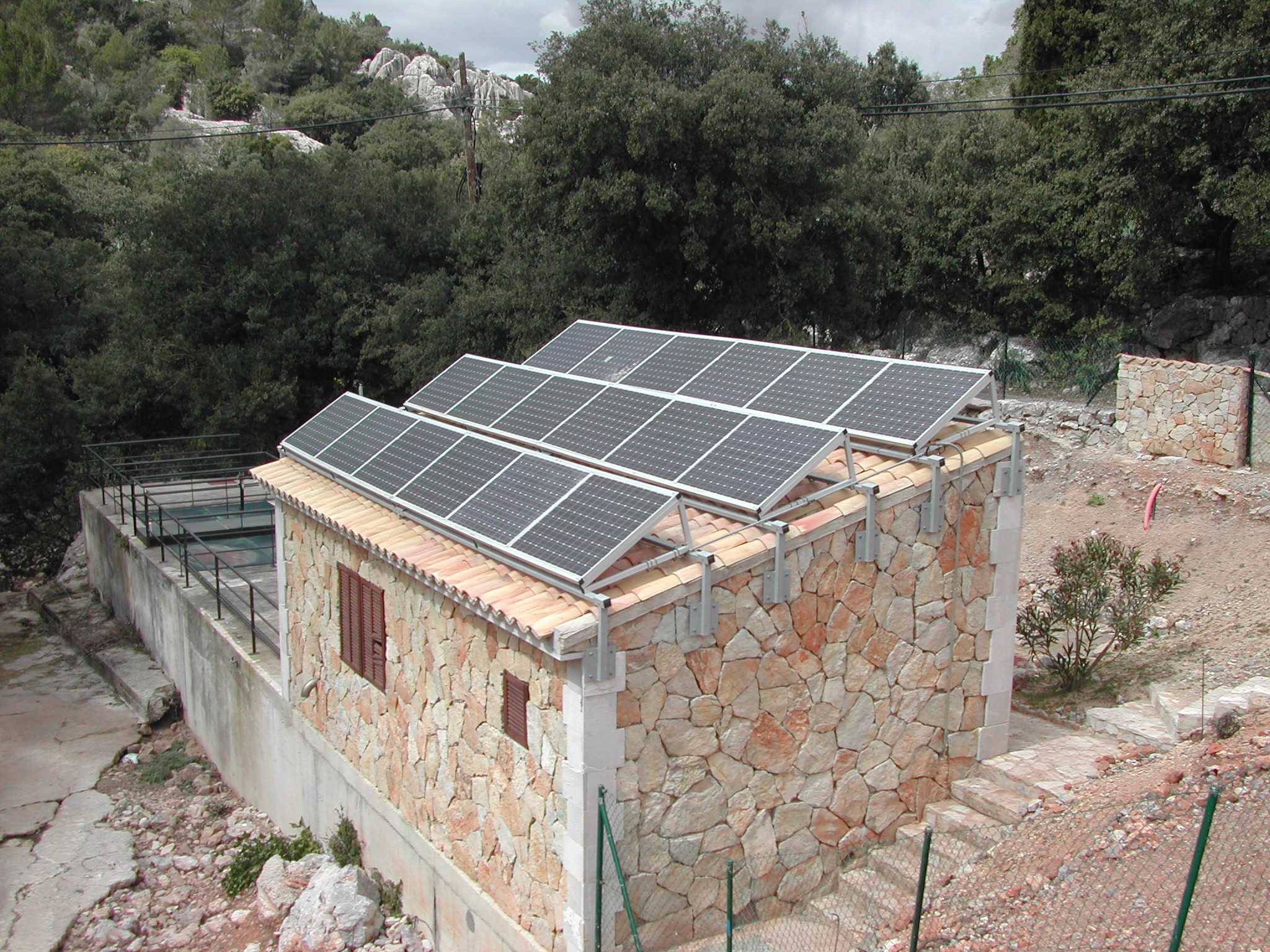
太陽エネルギーを利用した下水処理場。スペインにあるサンチュアリ・デ・リュック修道院

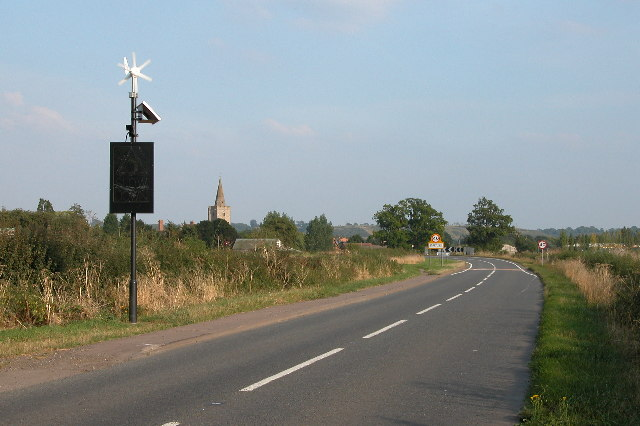
太陽光と風力で稼働している、環境に優しい速度警告装置。

欧州連合(EU)の加盟国にある製品は、EUの承認審理中にEUのエコラベルを使用することができる  。環境管理監査制度EMASは、製品とは対照的に組織管理が環境に優しいかどうかを示す、もう1つのEUラベルである 。ドイツもまたドイツの基準に基づいて、ブルーエンジェル（独自のエコラベル）を使用している 。 

### 北米
アメリカ合衆国において、環境マーケティングの宣伝文句には注意が必要である。「環境に優しい」といった曖昧な肩書きは、具体的な定義がないと混乱を来たしかねないので、 一部の規制当局はガイダンスを提供している 。アメリカ合衆国環境保護庁（EPA）は、ある製品が本当に「環境に優しい」かどうかを決定するにあたって一部のエコラベルが誤解を与えるものになっている、との判断をしている。
カナダでは、環境チョイスプログラムが唯一のラベルである  。1988年に制定され、プログラムにより承認された製品のみがラベル表示を許される 。

### オセアニア
エネルギー評価ラベルはType IIIラベルで、「エネルギー消費単位当たりのエネルギーサービス」に関する情報を提供している 。それは1986年に最初に作成されたものだが、2000年における交渉が再設計をもたらした。
2001年以降は、オーストラリア環境ラベリング協会(AELA)による環境ラベル制度が実施されている。

### アジア
西洋文化の緑色とは違い、日本では澄んだ空気ときれいな水をイメージする青色のエコマークが用いられている（ISO規格に則った、国際エコラベル・ネットワーク(GEN)に唯一加盟している日本の環境ラベル）。このほか、カーボンニュートラルラベル（オレンジ色・環境省）や統一省エネラベル（緑枠の中に黄色い星・経済産業省）など、独自の色とデザインの認証ラベルを使って「環境に優しい」活動に取り組んでいるケースも見られる。
他の東アジア諸国では、韓国、台湾、香港、タイ、シンガポール、中国が、いずれも緑を基調とした環境ラベルである。

### 国際版
エネルギースターは、エネルギー効率の向上と間接的な温室効果ガス排出量の削減を主な目的としたプログラムである 。エネルギースターは、アメリカ合衆国
、欧州連合 、オーストラリア など、国や地域によって区分が異なる。アメリカで制定されたこのプログラムは、カナダ、日本、ニュージーランド、台湾にも存在する。